# Ibn Hischām
Ibn Hischām, mit vollständigem Namen arabisch عبد الملك بن هشام بن أيوب الحميري، أبو محمد ʿAbd al-Malik ibn Hischām ibn Ayyūb al-Himyarī, Abū Muhammed, DMG ʿAbd al-Malik b. Hišām b. Ayyūb al-Ḥimyarī, Abū Muḥammad (geb. in Basra; gest. 8. Mai 829 oder 834 in Fustat), war ein arabischer Historiker, Grammatiker und Genealoge.

## Werke
Sein Hauptwerk ist seine Bearbeitung von Ibn Ishāqs Biographie des Propheten Mohammed unter dem Titel Sīrat Mohammed rasūlillāh / سيرة محمد رسول الله / Sīrat Muḥammad rasūli ʾllāh / ‚Die Biographie Mohammeds, des Gesandten Gottes‘. Zu Beginn des Werkes erläutert Ibn Hischām, nach welchen Kriterien er seine Auswahl aus dem Original des Ibn Ishaq in der Überlieferung von dessen Schüler al-Bakkāʾī (gest. 799) getroffen hat. Weggelassen hat er demnach Erzählungen, in denen Mohammed unerwähnt bleibt, bestimmte Gedichte, Überlieferungen, deren Richtigkeit sein Lehrer al-Bakkāʾī nicht bestätigen konnte, und anstößige Stellen, die den Leser verletzen könnten.
Seine Kommentare zum Text von Ibn Ishāq, den er – von den Auslassungen abgesehen – im Wortlaut nach seinem genannten Lehrer zitiert, sind Erläuterungen zu schwierigen Termini der arabischen Sprache, Ergänzungen genealogischen Inhalts zu bestimmten Eigennamen, die Kurzbeschreibung der bei Ibn Ishaq genannten Orte u. ä. Diese sind dem Originaltext Ibn Ishāqs an den entsprechenden Stellen jeweils mit dem Vermerk: „qāla Ibn Hischām“ (Ibn Hischām sagt) beigefügt.
Ibn Hischāms Bearbeitung von Ibn Ishāqs Werk ist bereits gegen 864 in Gelehrtenkreisen von Córdoba im islamischen Spanien verbreitet worden.
Das Werk ist erstmals in Göttingen (1858–1860) in der Edition des deutschen Orientalisten Ferdinand Wüstenfeld erschienen: Das Leben Moḥammeds nach Moḥammed b. Ishāq, bearbeitet von ʿAbd al-Malik b. Hischām. Gustav Weil hat davon eine Übersetzung (Stuttgart 1864) publiziert. Im 20. Jahrhundert ist das Buch im Orient mehrfach gedruckt worden.
Der deutsche Orientalist Gernot Rotter hat eine gekürzte deutsche Übersetzung angefertigt, die etwa ein Drittel des Werkes umfasst: Das Leben des Propheten. As-Sīra An-Nabawīya. Spohr, Kandern im Schwarzwald 1999.
Die englische Übersetzung des Werkes hat im Jahre 1955 der britische Orientalist Alfred Guillaume publiziert: The Life of Muhammad. A translation of Ishaq’s Sirat rasul Allah. 11. Auflage. Oxford University Press, Karachi 1996
Sein kitāb at-tidschān li-maʿrifat mulūk az-zamān fī achbār qahtān / كتاب التيجان لمعرفة ملوك الزمان في أخبار قحطان / kitāb at-tīǧān li-maʿrifat mulūk az-zamān fī aḫbār qaḥṭān / ‚Das Buch der Kronen zur Kenntnis der Könige (vergangener) Zeiten in den Berichten über die Qahtān‘ ist ein genealogisches Werk mit zum Teil legendenhaften Berichten über die Südaraber und ihre Bauten in der vorislamischen Zeit.